# Farbsystem des Franciscus Aguilonius
Anfang des 17. Jahrhunderts entwickelte Franciscus Aguilonius sein Farbsystem, welches als erstes trichromatisches Farbsystem aufgefasst werden kann. Aguilonius ging wie Aristoteles von Weiß und Schwarz als Ausgangsfarben aus, deren Mischung zu den „Mittelfarben“ Rot, Blau und Gelb führt. Dabei ist Gelb dem Weiß näher und Blau dem Schwarz. Aus diesen Mittelfarben können die anderen Farben gemischt werden. Beispielsweise ist Gold die Mischung aus Gelb und Rot. Letztlich blieb  Aguilonius der Aristotelischen linearen Farbentstehungslehre verhaftet, ging aber erste Schritte in Richtung eines Farbenkreises.
Athanasius Kircher entwickelte das Farbsystem von Aguilonis weiter, indem er es in Beziehung beispielsweise zu Tugenden und Lastern setzte.